# Flight International
Flight International (o Flight) es una revista especializada en la industria aeroespacial y de defensa, en el diseño aeronáutico y aviación general. Se ha publicado ininterrumpidamente desde 1909. Esta revista pertenece al grupo Reed Business Information.
Sus principales competidoras son Jane's Defence Weekly y Aviation Week & Space Technology.[cita requerida]